# Zions nationalpark

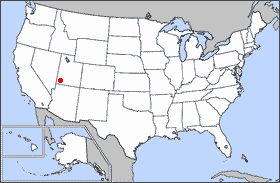
Den röda punkten markerar Zions lokalisering i USA.

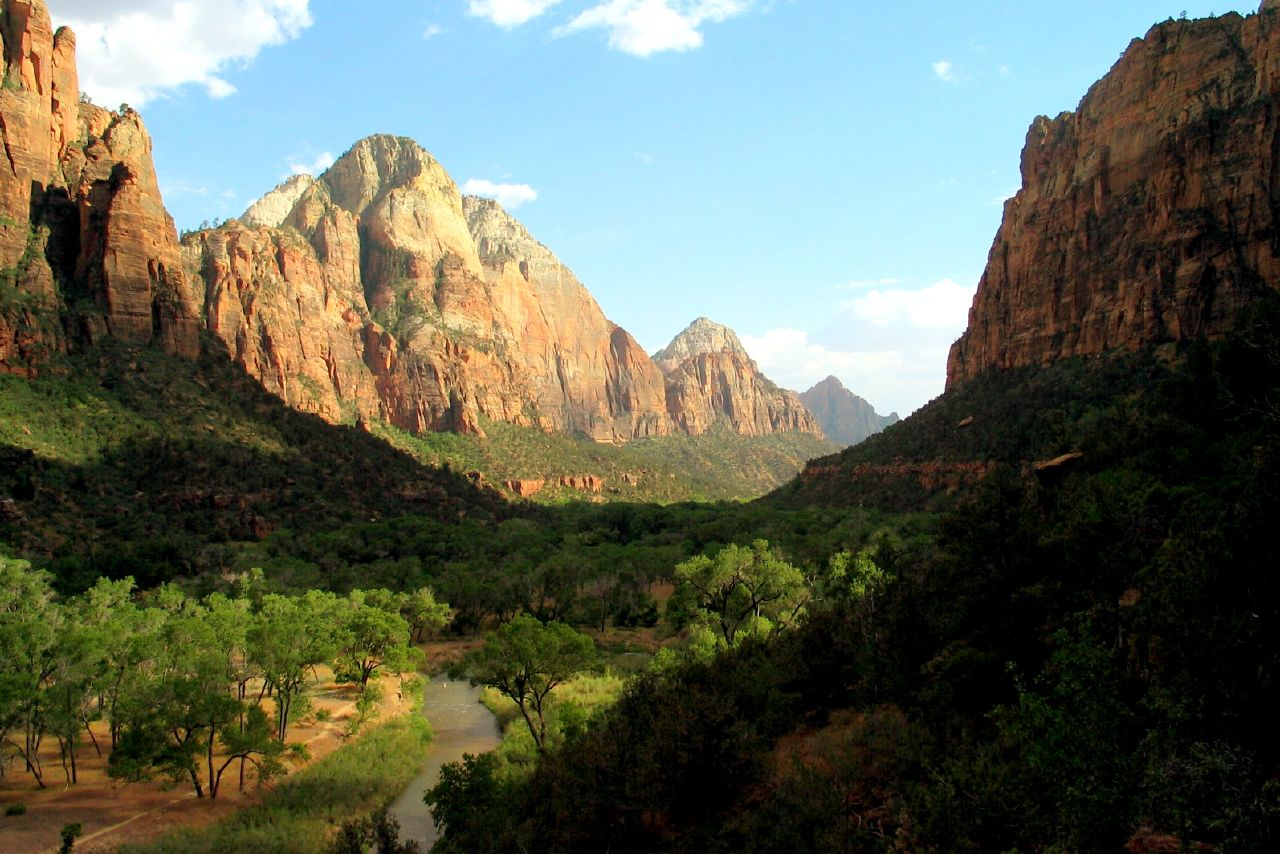
Zions nationalpark.

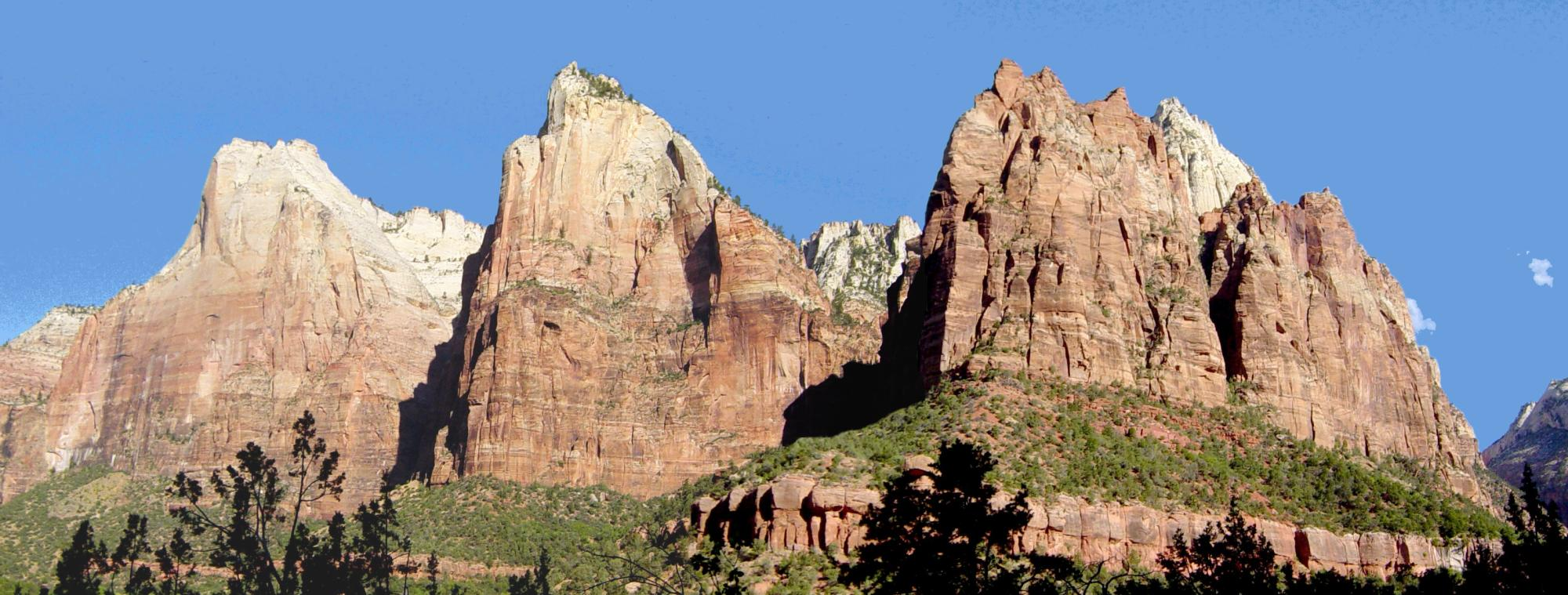
De tre patriarkerna är en formation naturliga monoliter som består av sandsten.

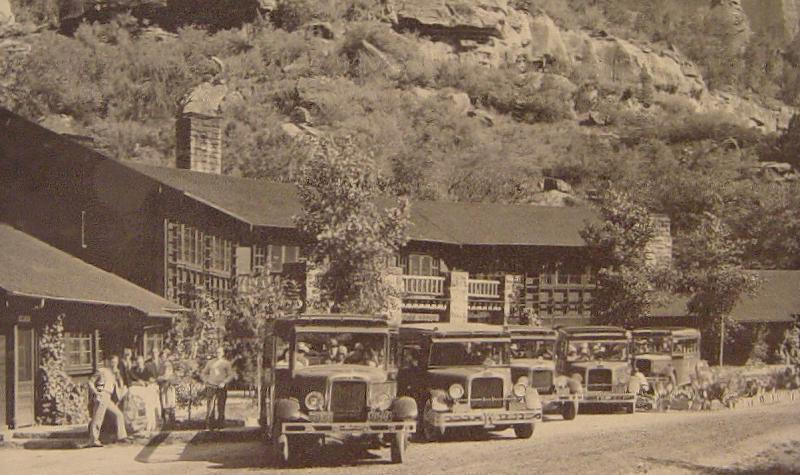
År 1929 anordnades turer till nationalparken.

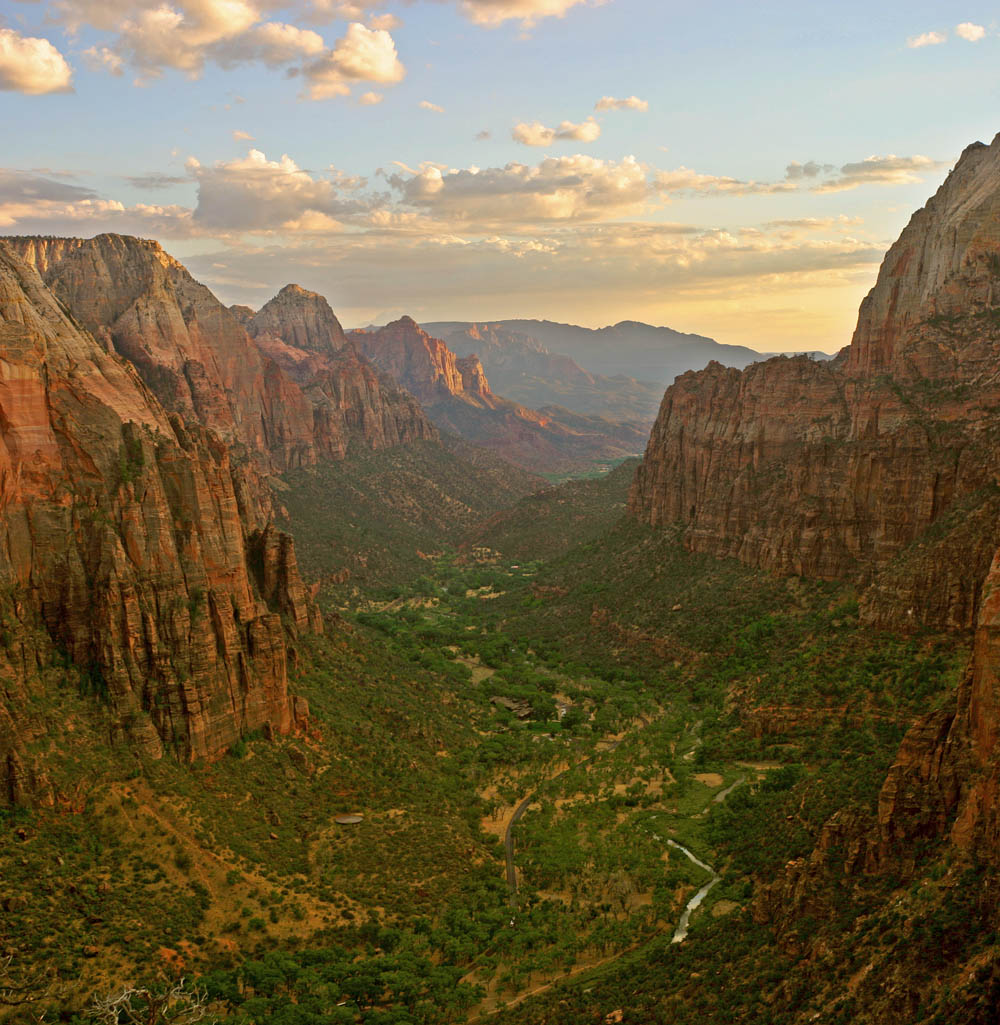
Nationalparken sedd från stenformationen Angels Landing.

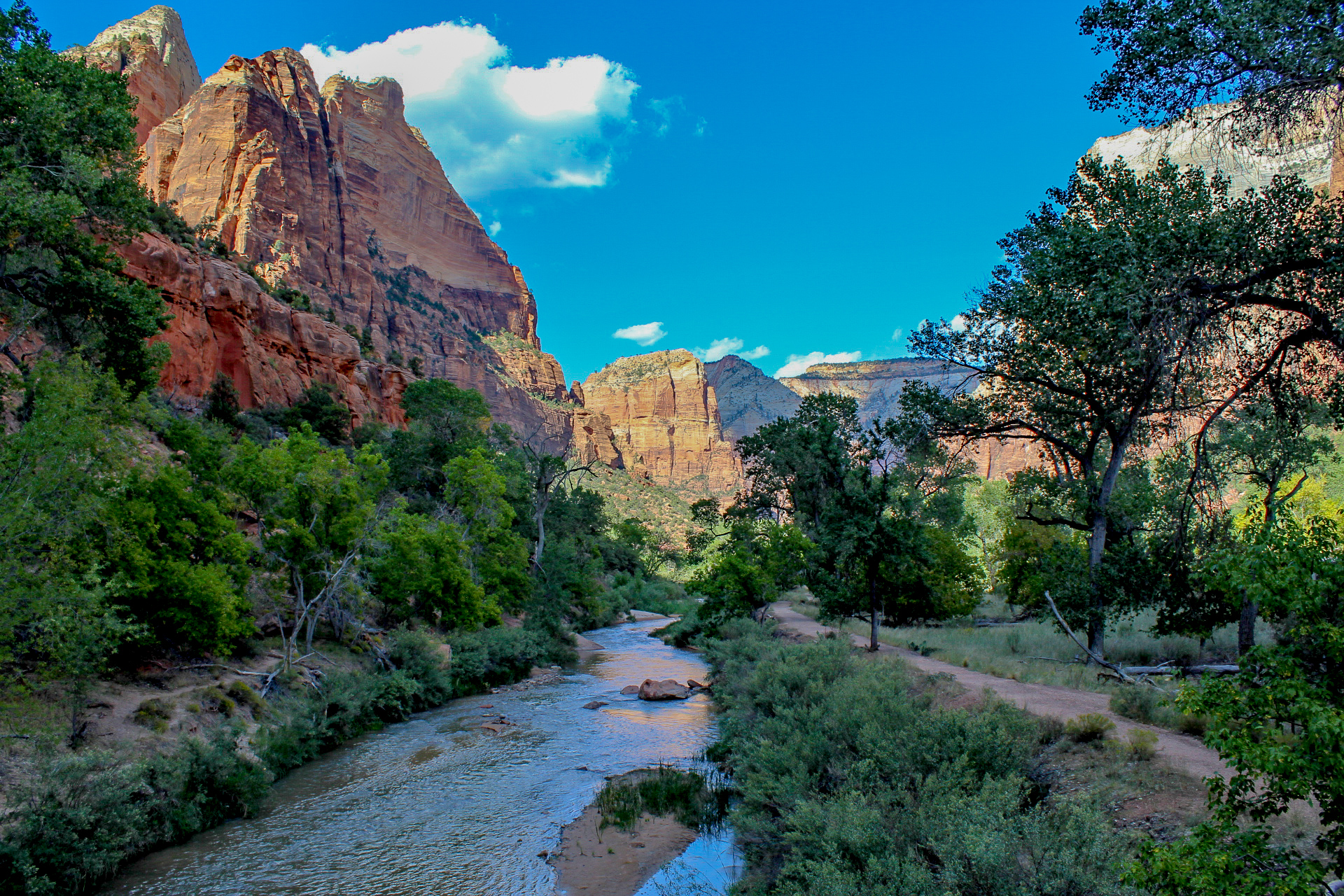
Del av floden Virgin River.

Zion är en 593 km² stor nationalpark i delstaten Utah, USA. 

## Geografi
Nationalparken ligger i sydvästra Utah, i tre olika countyn; Washington, Iron och Kane. En del av parken ligger i Mojaveöknen. Norra delen kallas "Kolob Canyon section" och kan nås från huvudvägen Interstate 15. Den högsta punkten är bergstoppen Horse Ranch (2 660 meter över havet). Den lägsta punkten är Coal Pits Wash (1 117 meter över havet). Det ger en nivåskillnad på 1 500 meter. 
I området finns starka flöden. Virgin Rivers källflöde ligger cirka 2 700 meter över havet. Virgin River rinner ut i Lake Mead, som ligger cirka 300 km söderut, omkring 340 meter över havet. 

### Klimat
Vårvädret är blandat, allt från våta och regniga dagar till soliga, varma dagar. Nederbörd är vanligast i mars. Blommor blommar från maj till juni. Dagen är varm, natten oftast kall. Sommardagarna är mycket varma (35 °C till 39 °C) och nätterna 18 °C till 21 °C. Åska är vanligt från mitten av juni till mitten av september. Stormar kan ge störtfloder. Vintrarna är ganska milda, med snöfall främst på bergstopparna. Klara dagar kan det bli ganska varmt, ca 15 °C. Nätterna är dock kalla, -7 °C till +4 °C. Vinterstormar kan vara flera dagar och göra vägarna snöiga/isiga. Vägarna plogas, förutom Kolob Terrace Road som är stängd på vintern. Mellan november och mars råder vinterväglag.

## Historia
Arkeologer har delat upp Zions långa mänskliga historia i fyra kulturella perioder, var och en karaktäriserad av distinkta teknologiska och sociala omställningar.

### Arkaiska perioden
De tidigaste spåren av människor i Zionregionen är från cirka 8 000 år sedan, då urbefolkningen bosatte sig på de platser där de kunde jaga eller samla växter och frön. För ca 2 000 år sedan började vissa grupper odla majs och andra grödor, vilket ledde till en mindre kringflackande livsstil. Senare grupper under denna period byggde permanenta byar, ofta kallade pueblos. Denna tid har kallats den arkaiska perioden, vilken varade fram till ca 500 e.Kr. Man har funnit korgar, nät och yucca-fibersandaler för att styrka detta. De använde också bland annat knivar och borrar gjorda av sten. 
Omkring 300 e.Kr. utvecklades vissa av de arkaiska folkgrupperna till en tidig gren av halvnomadiska Anasazi, Korgtillverkarna.  De var jägare och samlare som kompetterade sin diet med visst jordbruk. Tallkottfrön var viktiga för mat och handel.

### Historiska perioden
Den historiska perioden börjar under senare delen av 1700-talet, då amerikaner med europeiskt ursprung började utforska området. Padrez Dominguez och Escalante var de första kända vita som besökte området. Detta gjorde de 13 oktober 1776. 1826 besökte köpmannen Jedediah Smith och 16 män området, när de skulle leta efter en väg till Kalifornien. På 1800-talet besökte också andra köpmän från bland annat New Mexico Zion. Upptäcktsresanden, militären och presidentkandidaten John C. Frémont skrev också om sin tid i Zion 1844.

### Bebyggelsen börjar
På 1850-talet blev mormonbönder och bomullsodlare från Salt Lake City-området de första som bosatte sig i Virgin River-området. 1851 började människor från Utah såga ner träd och låta kor, får och hästar beta. De hade stora förväntningar på området. Bland annat skulle det finnas stora mineraltillgångar,  och började konstbvevattna dalarna. Efter ett tag namngav mormonerna området till Kolob. Kolob betyder på mormonspråk "stjärnan närmast Guds hem".
År 1858 hade mormonerna expanderat 48 km nedför Virgin River. Samma år upptäckte den mormonske missionären Nephi Johnson Zion Canyon. Johnson skrev en rapport om jordbruket i norra delen av Virgin River-deltat. Han återvände senare och grundade staden Virgin. Fler invånare ankom 1860 och 1861 och bosatte sig i städerna Eockville och Springdale. Stora översvämningar (särskilt den Stora översvämningen 1861–1862), få åkrar och en dålig jord gjorde jordbruket olönsamt och riskfyllt att satsa på.
Under 1861 eller 1862 gjorde Joseph Black en resa till Zion Canyon.